# The Varangian Way
Albums de Turisas
Battle Metal
(2004) Stand Up And Fight
(2011)
The Varangian Way est le deuxième album studio du groupe de Folk metal finlandais Turisas. L'album est sorti le 17 juin 2007 sous le label Century Media Records.
Cette œuvre est un album concept, traitant du voyage d'un groupe de vikings à travers l'Europe de l'Est pour ouvrir la route commerciale des Varègues aux Grecs.

## Musiciens
- Mathias "Warlord" Nygård – chant, claviers
- Jussi Wickström – guitare
- Hannes "Hanu" Horma – basse
- Tuomas "Tude" Lehtonen – batterie
- Olli Vänskä – violon
- Janne "Lisko" Mäkinen – accordéon

## Liste des morceaux
1. To Holmgard and Beyond – 5:17
2. A Portage to the Unknown – 4:50
3. Cursed Be Iron – 5:03
4. Fields of Gold – 4:34
5. In the Court of Jarisleif – 3:17
6. Five Hundred and One – 6:18
7. The Dnieper Rapids – 5:20
8. Miklagard Overture – 8:18

Des versions collector sont sorties, dont une incluant une reprise de Rasputin de Boney M.